# اشتوس‌تروپ-هیتلر
اشتوس‌تروپ-هیتلر (آلمانی: Stoßtrupp-Hitler) (به معنی:نیروهای حمله هیتلر) یک واحد کوچک شبه‌نظامی بود که در سال ۱۹۲۳ برای محافظت از شخص آدولف هیتلر تشکیل شد.

## شکل‌گیری
در روزهای اولیه قدرت‌گیری حزب نازی، رهبری حزب به این نتیجه رسید که وجود یک واحد محافظ متشکل از اعضای متعصب و مورداعتماد نیاز است. در اوایل سال ۱۹۲۳ هیتلر دستور تشکیل یک واحد کوچک محافظت را داد. این واحد در اصل تنها هشت مرد که تحت فرماندهی یولیوس شرک و یوزف برشتولد بودند را شامل می‌شد. این افراد توسط کارکنان محافظ تعیین شده بودند.
اعضای این واحد هیچ‌گاه از ۲۰۰ نفر بیشتر نشد که همه آن‌ها به وفاداری به هیتلر شهره بودند. افرادی هم‌چون رودلف هس، یولیوس شرک، امیل ماوریس، یوزف برشتولد، ارهارد هایدن، اولریش گراف، برونو گشه، یوزف دیتریش، کریستیان وبر، والتر بوش، کارل فیلر و هرمان فوبکه عضو این واحد بودند. این واحد نیز، مانند دیگر واحدهای شبه‌نظامی حزب نازی، هم‌چون اس‌آ در کودتای آبجوفروشی شرکت داشتند. پس از به زندان افتادن هیتلر در نوامبر ۱۹۲۳ میلادی، این واحد نیز هم‌چون دیگر واحدهای شبه‌نظامی حزب نازی، منحل یا متفرق شد.